# Testastretta-Motor
Der Testastretta-Motor des italienischen Motorradherstellers  Ducati ist ein wassergekühlter 90°-V2-Motor (wegen seiner nach vorn geneigten Einbaulage von Ducati „L-Twin“ genannt) mit je zwei oben liegenden, über Zahnriemen angetriebenen, Nockenwellen.
Die Testastretta-Motoren haben einen Hubraum von 748, 749, 821, 937, 998, 999, 1099 und 1198 cm³ und vier desmodromisch gesteuerte Ventile pro Zylinder. Testastretta lässt sich in etwa mit „enger Kopf“ übersetzen. Dies deutet auf einen schmalen Zylinderkopf hin, jedoch ist nicht der Kopf an sich schmal, sondern der Winkel zwischen den Ein- und Auslassventilen, der 25 Grad beträgt. Damit ergibt sich ein kompakter und leistungsmäßig effizienter Verbrennungsraum. Ducati entwickelte für diesen Motor spezielle Flachkolben. Durch diese Maßnahmen wird eine sehr effektive lineare Flammenfront bei der Verbrennung erreicht. Es lässt sich auch eine bessere Füllung der Zylinder erreichen, was die Verbrennung und damit die Leistungsausbeute und den Wirkungsgrad positiv beeinflusst. Somit hat der Testastretta-Motor eine höhere Spitzenleistung als die bisherigen Desmoquattros.
2006 kam in dem Superbike Ducati 1098 erstmals der „Testastretta Evoluzione“-Motor zum Einsatz, unter anderem mit einem auf 1099 cm³ vergrößerten Hubraum. Mit Einführung der Ducati 1098 R wurde der Hubraum weiter auf 1198 cm³ erhöht. Ducati änderte die Modellbezeichnung folgerichtig auf Ducati 1198. Diese Hubraumvariante gab es später auch in den günstigeren Modellen. Im Herbst 2009 stellte Ducati die neue Multistrada 1200 vor, die von einem speziell überarbeiteten Testastretta Evoluzione mit ebenfalls 1198 cm³ angetrieben wird. Die 1099-cm³-Variante kommt weiterhin im Modell Ducati Streetfighter zum Einsatz.
2013 setzte Ducati den Testastretta mit 821 cm³ und Wasserkühlung in der Hypermotard und Hypermotard SP ein und

2016 den Testastretta 11° mit 937 cm³ im Hypermotard 939 und der Ducati SuperSport 939.

## Technische Daten
Die Werte entsprechen jeweils der letzten bzw. aktuellen Ausbaustufe.
|                     | Testastretta (Monster S4R/S4Rs)                                         | Testastretta (937) SuperSport                                                                      | Testastretta (999)                                                      | Testastretta (999s)                                                                  | Testastretta (999R)                                                                  | Testastretta Evoluzione (1098)                                          |
| ------------------- | ----------------------------------------------------------------------- | -------------------------------------------------------------------------------------------------- | ----------------------------------------------------------------------- | ------------------------------------------------------------------------------------ | ------------------------------------------------------------------------------------ | ----------------------------------------------------------------------- |
| Bauart              | 90°-V-Zweizylinder, 4-Takt, Wasserkühlung, DOHC, 8 Ventile, Desmodromik | 11°: flüssigkeitsgekühlter Zweizylinder in L-Form, 4 Ventile pro Zylinder, desmodromisch gesteuert | 90°-V-Zweizylinder, 4-Takt, Wasserkühlung, DOHC, 8 Ventile, Desmodromik | 90°-V-Zweizylinder, 4-Takt, Wasserkühlung, DOHC, 8 Ventile, Desmodromik, Titanpleuel | 90°-V-Zweizylinder, 4-Takt, Wasserkühlung, DOHC, 8 Ventile, Desmodromik, Titanpleuel | 90°-V-Zweizylinder, 4-Takt, Wasserkühlung, DOHC, 8 Ventile, Desmodromik |
| Gemischaufbereitung | Saugrohreinspritzung                                                    | Saugrohreinspritzung                                                                               | Saugrohreinspritzung                                                    | Saugrohreinspritzung                                                                 | Saugrohreinspritzung                                                                 | Saugrohreinspritzung                                                    |
| Verdichtung         | 11,4 : 1                                                                | 12,6± 0.5 :1                                                                                       | 11,4 : 1                                                                | 11,4 : 1                                                                             | 12,5 : 1                                                                             | 12,5 : 1                                                                |
| Bohrung/Hub         | 100,0 × 63,5 mm                                                         | 94 × 67,5 mm                                                                                       | 100,0 × 63,5 mm                                                         | 100,0 × 63,5 mm                                                                      | 104,0 × 58,8 mm                                                                      | 104,0 × 64,7 mm                                                         |
| Hubraum             | 998 cm³                                                                 | 937 cm³                                                                                            | 998 cm³                                                                 | 998 cm³                                                                              | 999 cm³                                                                              | 1099 cm³                                                                |
| Nennleistung        | 95,7 kW (130 PS) bei 9500/min                                           | 81 kW (110 PS) bei 9000/min                                                                        | 102,9 kW (140 PS) bei 9750/min                                          | 105,2 kW (143 PS) bei 9750/min                                                       | 110,0 kW (150 PS) bei 9750/min                                                       | 119,3 kW (160 PS) bei 9750/min                                          |
| max. Drehmoment     | 103,9 Nm bei 7500/min                                                   | 93 Nm bei 6500/min                                                                                 | 108,9 Nm bei 8000/min                                                   | 111,8 Nm bei 8000/min                                                                | 116,7 Nm bei 8000/min                                                                | 122,6 Nm bei 8000/min                                                   |

|                     | Testastretta (749)                                                      | Testastretta (749s)                                                     | Testastretta (749R)                                                                  |
| ------------------- | ----------------------------------------------------------------------- | ----------------------------------------------------------------------- | ------------------------------------------------------------------------------------ |
| Bauart              | 90°-V-Zweizylinder, 4-Takt, Wasserkühlung, DOHC, 8 Ventile, Desmodromik | 90°-V-Zweizylinder, 4-Takt, Wasserkühlung, DOHC, 8 Ventile, Desmodromik | 90°-V-Zweizylinder, 4-Takt, Wasserkühlung, DOHC, 8 Ventile, Desmodromik, Titanpleuel |
| Gemischaufbereitung | Saugrohreinspritzung                                                    | Saugrohreinspritzung                                                    | Saugrohreinspritzung                                                                 |
| Verdichtung         | 11,7 : 1                                                                | 12,3 : 1                                                                | 12,7 : 1                                                                             |
| Bohrung/Hub         | 90,0 × 58,8 mm                                                          | 90,0 × 58,8 mm                                                          | 94,0 × 54,0 mm                                                                       |
| Hubraum             | 748 cm³                                                                 | 748 cm³                                                                 | 749 cm³                                                                              |
| Nennleistung        | 79,5 kW (108 PS) bei 10.000/min                                         | 85,4 kW (116 PS) bei 10.000/min                                         | 89,1 kW (121 PS) bei 10.500/min                                                      |
| max. Drehmoment     | 80,4 Nm bei 8500/min                                                    | 82,4 Nm bei 8500/min                                                    | 82,4 Nm bei 8500/min                                                                 |